# Gymnochiromyia inermis
Gymnochiromyia inermis – gatunek muchówki z rodziny Chyromyidae.
Gatunek ten opisany został w 1933 roku przez Jamesa Edwarda Collina jako Chyromyia inermis.
Muchówka o ciele długości około 1,5 mm, ubarwionym żółto. Głowę jej charakteryzują: poprzecznie owalny obrys oczu złożonych, wypukła potylica, blisko osadzone i skrzyżowane szczecinki zaciemieniowe oraz trzy pary szczecinek orbitalncyh, z których przednia skierowana jest dośrodkowo, a tylna ku tyłowi. Tułów cechują nagie sternopleury, dwie pary szczecinek śródplecowych oraz 6–8 rzędów szczecinek środkowych grzbietu.
Owad znany z Wielkiej Brytanii, Francji, Szwajcarii, Szwecji, Włoch, Polski, Czech, Słowacji, Bułgarii, Afryki Północnej i Bliskiego Wschodu. Na wsiach spotykany na okiennicach pomieszczeń.